# Karl Friedrich Gottlob Strebel
Karl Friedrich Gottlob Strebel (* 1792 in Pößneck; † 1861 in Arzberg) war ein deutscher Unternehmer in der Porzellanbranche.

## Leben
Karl Friedrich Gottlob Strebel war durch seine Erfahrungen in der Porzellanherstellung aus den thüringischen Fabriken in Plössberg und Eisenberg in einem Societäts- bzw. Pachtverhältnis im Jahre 1844 Teilhaber an der Porzellanfabrik des Johann Christoph Lorenz Aecker in Arzberg (Oberfranken) geworden. Aeckers Porzellan- und Steingutfabrik firmierte nach einer weiteren Teilhaberschaft des Arzberger Büttnermeisters Andreas Bauer fortan als Aecker-, Strebel-, Bauer Fabrik.

## Nachkommen
Strebels Sohn Karl Otto Strebel verkaufte 1864 die Aecker-, Strebel-, Bauer Fabrik in Arzberg an den jungen Johann Friedrich Bauer, Sohn des Andreas Bauer.